# 東北電力名取スポーツパーク愛島球場
東北電力名取スポーツパーク愛島球場（とうほくでんりょく なとりスポーツパーク めでしまきゅうじょう）は、かつて宮城県名取市の東北電力名取スポーツパーク内にあった野球場。通称愛島球場。施設は東北電力が所有し、子会社の名取スポーツパーク企画が運営管理を行っていた。

## 概要
1998年（平成10年）完成。名取スポーツパークは元々東北電力の社員向け福利厚生施設として整備されたものだが、施設は全て一般向けにも開放されており、市民に広く利用されていた。宮城県で宮城球場、仙台市民球場のほかに選手名が電光表示できるのはこの愛島球場のみであった。
開場以来、中学野球春季仙台市大会、高校野球、大学野球（仙台六大学野球連盟など。近年は使用実績なし）、社会人野球など、アマチュア野球公式戦が行われている他、不定期ではあるがプロ野球・イースタン・リーグ（二軍）公式戦も開催されてきた。
2011年（平成23年）3月31日にナイター照明を廃止する予定であったが、同年3月11日に発生した東北地方太平洋沖地震（東日本大震災）で被災して営業休止となったため、実質的にナイター照明廃止は前倒しされた。その後も震災復旧作業が進まず、再開めどが立たないため2012年6月に施設全体を閉鎖することが決定。現在も施設そのものは残っているが、復旧や跡地の利用などはめどが一切立っていない。
閉鎖から2年が経過した2014年、宮城県に対して愛島球場の復旧を熱望していると報じられた。これは同年秋に「平成26年度・第67回秋季高等学校野球東北地区大会」（新人戦）が宮城県で開催されることが決まっていたが、県内最大の楽天koboスタジアム宮城がプロの東北楽天ゴールデンイーグルスに使用優先権があり、アマチュアでの開催には制限がかかること、またコボスタに次ぐ規模の石巻市民球場の使用も検討しているが、他県からの遠征をするには仙台市周辺の宿泊地から移動距離が遠いことを挙げている。そこで、仙台市にも近く、駐車場も充実している名取スポーツパークの復旧を求めているが、改修費用がかかることや、宮城県も単独で修繕費を負担するのは困難であるなどから、現在の段階で復旧には否定的な見解を示している
2018年、名取市はスポーツパーク全体を長野県に本部を置く学校法人理知の杜に売却したと発表した。

## 施設概要
- 両翼：98m、中堅：122m
- 内野：クレー舗装、外野：天然芝
- スコアボード：磁気反転式

（10回＋合計点まで表示可能で選手名・チーム名表示は漢字3文字、半角カタカナ6文字※平仮名・漢字は不可）
- 照明設備：6基（最大照度：内野1000Lx、外野500Lx）

2011年3月末をもってナイター設備の使用は老朽化による安全上の問題により廃止される予定になっていたが、実際は東日本大震災のために営業中断のため3月11日でナイターが廃止となった。
- 収容人員：8,807人（内野：ベンチ席1,807人、外野：芝生7,000人）

## 交通
- 東日本旅客鉄道東北本線／仙台空港鉄道 名取駅西口からタクシー約10分